# Prosenoides flavipes
Prosenoides flavipes is een vliegensoort uit de familie van de sluipvliegen (Tachinidae). De wetenschappelijke naam van de soort is voor het eerst geldig gepubliceerd in 1895 door Coquillett.